# Turgutluspor
El Turgutluspor es un club de fútbol de Turquía, de la ciudad de Manisa. Fue fundado en 1984 y juega en la 2.Lig.

## Historia
Fundado en 1984 como Turgutluspor

## Jugadores

### Plantilla
1. ↑  http://www.tff.org/Default.aspx?pageId=535&kulupID=114

- Datos: Q1351037